# István II của Hungary
István II ( tiếng Hungary: II. István; tiếng Croatia: Stjepan II.; tiếng Slovak: Štefan II.; 1101 – đầu năm 1131), là Vua của Hungary và Croatia, cai trị từ năm 1116 đến năm 1131.